# Lenguas daba-gawar
Las lenguas daba-gawar constituyen un subgrupo del grupo biu-mandara de la rama chádica de las lenguas afroasiáticas. Están formadas por ocho lenguas habladas en el norte de Camerún.

## Comparación léxica
Los numerales en diferentes lenguas daba-gawar son:
| GLOSA | Buwal     | Gavar    | Mbedam   | Daba          | Mina (Hina) | PROTO- DABA     |
| ----- | --------- | -------- | -------- | ------------- | ----------- | --------------- |
| '1'   | tɛ́ŋɡʷʊ̄lɛ̀ŋ | ŋ̀tɑ́t̚     | ntɑɗ     | takan         | ǹtá         | *-tɑɗ           |
| '2'   | ɡb͡ɑ́k      | ɡb͡ɑ̀k     | bɑk      | səray         | suloɗ       | *bɑk / *suliɗ   |
| '3'   | mɑ̄xkɑ́t̚    | mɑ̄xkɑ̀t̚   | mɑxkɑɗ   | makaɗ         | mahkaɗ      | *mɑhkɑɗ         |
| '4'   | ŋ̀fɑ́t̚      | ŋ̀fɑ̄t̚     | mfɑɗ     | faɗ           | mfáɗ        | *m-fɑɗ          |
| '5'   | ʣɑ̄ɓɑ́n     | ʣɑ̄ɓə̄n    | ʤəɓɑn    | ʒeɓin         | ʣəbuŋ       | *ʣɑɓən <*ta-bə̃k |
| '6'   | ŋ̀ʷkʷɑ́x    | ŋ̀kʷɑ́x    | ŋkwɑx    | koh           | ǹkú         | *kwɑh           |
| '7'   | ŋ̀ʃɪ́lɛ́t̚    | ŋ̀ʃɪ́lít̚   | diʃliɗ   | cesireɗ       | dìsùlùɗ     | *di-sliɗ        |
| '8'   | ʣɑ̄mɑ̄xkɑ̄t̚  | ʣɑ̄mɑ̄xkɑ̄t̚ | ʤɑmɑxkɑɗ | cəfaɗcəfaɗ    | fáɗfáɗ      | *5+3 *4+4       |
| '9'   | ʣɑ́fɑ́t̚     | ʣɑ́ŋfɑ́t̚   | tsɑfɑɗ   | dərfatakan    | varkanta    |                 |
| '10'  | wɑ́m       | wɑ̄m      | wɑm      | ɡuɓ təɓa təɓa | ɡə̀ɓ         | *wɑm *guɓ       |